# 克拉默 (明尼蘇達州)
克拉默（英語：Cramer）是位於美國明尼蘇達州萊克縣的一個非建制地區。

## 歷史
克拉默的郵局於1911年成立，其後於1917年停運。此地得名自早期商人J·N·克拉默（J. N. Cramer）。

## 地理
克拉默所處的海拔為高於海平面427米（即1401英呎），而該地所採用的時區為UTC-6，即北美中部時區（CST）。同時該地設有夏令時間，為UTC-6調快一小時，即UTC-5（CDT）。